# University of Phoenix
Die University of Phoenix ist eine kommerzielle (for-profit) private Universität mit einem Campus in Phoenix im amerikanischen Bundesstaat Arizona. Sie ist Eigentum der Apollo Group, die von John Glen Sperling (1921–2014) gegründet wurde. Die Hochschule bietet vor allem Online-Kurse und Online-Fernstudien, aber auch Vor-Ort-Klassen. Mit Stand 2020 bietet die University of Phoenix 30 Bachelor-Studiengänge und 28 Master-Studiengänge. Sie war gemessen an der Zahl der Studierenden mit 94.724 Lernenden im Herbst 2019 die viertgrößte Universität der USA, nach der Western Governors University, der Southern New Hampshire University und der Grand Canyon University, die ebenfalls vorwiegend online unterrichten.

## Zahlen zu den Studierenden
Im Herbst 2020 waren 89.763 Studierende an der Universität Phoenix eingeschrieben. Davon strebten 69.408 (77,3 %) ihren ersten Studienabschluss an, sie waren also undergraduates. Von diesen waren 70 % weiblich und 30 % männlich; 1 % bezeichneten sich als asiatisch, 19 % als schwarz/afroamerikanisch, 11 % als Hispanic/Latino und 40 % hatten keine Angaben gemacht. 20.355 (22,7 %) arbeiteten auf einen weiteren Abschluss hin, sie waren graduates. Im Herbst 2019 waren es 94.724 Studierende gewesen, 2018 insgesamt 97.200, davon 65 % weiblich, und im Herbst 2017 insgesamt 120.621. 2018 überschritt die Zahl der Ehemaligen der Universität die Millionengrenze.
Die Universität hat Zweigstellen in Kalifornien (3.179), Florida (40), Georgia (27), Hawaii (117), Illinois (2), Nevada (143), New Jersey (11), Texas (273) und in Utah (34); angegeben in Klammern sind jeweils die Zahl der Studierenden im Herbst 2020.

## Weitere Daten zur Universität
2018 hatte die Universität 8.448 Lehrkräfte, von denen 54 % weiblich waren.
Die Universität gab 2017 75,9 Mio. Dollar für Werbung aus, das war das größte Werbebudget unter den amerikanischen Universitäten.

## Geschichte
Die Universität wurde im Jahr 1976 von John Sperling (1921–2014) gegründet. 1978 erhielt sie die Zulassung der Higher Learning Commission. Initiativ war die Idee, ein Angebot für bereits Berufstätige zu schaffen, die sich parallel akademisch weiterbilden wollen. Mittlerweile hat sich die Universität für alle Interessenten, die über eine Hochschulreife verfügen, geöffnet. Im Dezember 1994, als die Muttergesellschaft der Universität, die Apollo Group, in den Nasdaq aufgenommen wurde, studierten 28.000 an der Universität, im Jahr 2000 waren es schon 100.000 und 2003 200.000. 2010 erreichte die Zahl der Studierenden mit 470.000 ein Maximum, danach fiel sie stetig ab (2011: 420.000). Die Universität war damit zeitweilig die größte Privatuniversität Nordamerikas. 2011 beschäftigte sie 12.000 Mitarbeiter und bot 40 Studienmöglichkeiten in verschiedenen US-Bundesstaaten sowie in Mexiko, Chile und den Niederlanden.

## Angebot
Es werden u. a. folgende Studiengänge angeboten: Umweltwissenschaft, Geisteswissenschaften, Wirtschaft, Strafverfolgung (inklusive Security Management), Erziehungswissenschaften, Psychologie und Gesundheitswissenschaften.
Die Studierenden können entweder ein Online-Fernstudium oder Online-Kurse absolvieren oder Abendkurse besuchen. Aufgrund der Flexibilität des Angebots war das Angebot vor allem bei Frauen und Müttern sehr beliebt: 2011 waren 70 Prozent aller Immatrikulierten weiblich.
Die Universität rühmt sich ihrer effizienten Vermittlungstechniken und neuartiger Lernmethoden. So verrichten die Studierenden den Großteil der Lernarbeit in Lerngruppen, die keine Präsenz auf dem Campus erfordern.

## Kritik
Trotz der bis 2010 gestiegenen Studentenzahlen sah sich die University of Phoenix massiver Kritik ausgesetzt. So berichteten Medien, dass staatliche Fördergelder in Höhe von mehreren Millionen US-Dollar erschlichen worden seien. Mehrere Gerichtsverfahren wurden mit außergerichtlichen Vergleichen ohne Schuldeingeständnis der Universität beigelegt.